# Kanton Ferrette
Ferrette is een voormalig kanton van het Franse departement Haut-Rhin. Het kanton maakte deel uit van het Altkirch. 

## Geschiedenis
Het werd opgeheven bij decreet van 21 februari 2014 met uitwerking op 22 maart 2015. de gemeenteMooslargue werd opgenomen in het kanton Masevaux, dat op 24 februari 2021 werd hernoemd naar kanton Masevaux-Niederbruck, en de overige gemeenten naar het kanton Altkirch.

## Gemeenten
Het kanton Ferrette omvatte de volgende gemeenten:
- Bendorf
- Bettlach
- Biederthal
- Bouxwiller
- Courtavon
- Durlinsdorf
- Durmenach
- Ferrette (hoofdplaats)
- Fislis
- Kiffis
- Kœstlach
- Levoncourt
- Liebsdorf
- Ligsdorf
- Linsdorf
- Lucelle
- Lutter
- Mœrnach
- Mooslargue
- Muespach
- Muespach-le-Haut
- Oberlarg
- Oltingue
- Raedersdorf
- Roppentzwiller
- Sondersdorf
- Vieux-Ferrette
- Werentzhouse
- Winkel
- Wolschwiller